# Straffreiheitsgesetz
Bei einem Straffreiheitsgesetz handelt es sich um ein Gesetz, das aus rechtspolitischen oder aus anderen Gründen einen allgemeinen Straferlass für bestimmte Delikte vorsieht. Oftmals wird ein Straffreiheitsgesetz erlassen, wenn gewisse Straftatbestände aufgehoben werden. Es kann eine Amnestie, eine Abolition und die Nichtverfolgung von Straftaten, die bisher noch nicht Gegenstand eines Strafverfahrens waren, umfassen.
Das letzte Straffreiheitsgesetz erging in der Bundesrepublik Deutschland im Jahre 1970 mit der Änderung des Demonstrationsstrafrechts. In der Bundesrepublik hat der Bund die konkurrierende Gesetzgebungskompetenz zum Erlass von Straffreiheitsgesetzen gem. Art. 74 Nr. 1 GG.

## Straffreiheitsgesetze in Deutschland

### Novemberrevolution
- 1918 „Revolutionsamnestie“, verkündet vom Rat der Volksbeauftragten in seinem Aufruf an das deutsche Volk vom 12. November 1918 während der Novemberrevolution [2][3]

### Weimarer Republik
(Quelle: )
- 1920 „Kapp-Amnestie“ (Gesetz über die Gewährung von Straffreiheit vom 4.8.1920, RGBl. 1920, S. 1487)[5]
- 1921/22 „Begnadigungsaktion“ für verurteilte Teilnehmer an den Märzaufständen [6]
- 1922 „Rathenau-Amnestie“ (Gesetz über die Straffreiheit für politische Straftaten vom 21.7.1922, RGBl. 1922 I, S. 595)[5]
- 1925 „Hindenburg-Amnestie“ (Gesetz über die Straffreiheit vom 17.8.1925, RGBl. 1925 I, S. 313)[5]
- 1928 „Koch-Amnestie“ (Gesetz über die Straffreiheit vom 14.7.1928, RGBl. 1928 I, S. 195 f.)[7]
- 1930 „Rheinlandräumungs-Amnestie“ (Gesetz zur Änderung des Gesetzes über die Straffreiheit vom 24.10.1930, RGBl. 1930 I, S. 467)[7]
- 1932 „Schleicher-Amnestie“ (Gesetz über Straffreiheit vom 20.12.1932, RGBl. 1932 I, S. 559)[8]

### Nationalsozialismus
- Verordnung des Reichspräsidenten über die Gewährung von Straffreiheit vom 21. März 1933

Sie gewährte zum Beispiel den Fememördern aus der Zeit der Weimarer Republik die Straffreiheit und die Rückkehr ins Deutsche Reich. Das Landgericht Offenburg wendete diese Verordnung nach Kriegsende, am 10. September 1946, an und lehnte die Eröffnung der Hauptverhandlung gegen Heinrich Tillessen, den Mörder Erzbergers, ab.
Die Verordnung wurde formalrechtlich erst aufgehoben durch Art. I. Nr. 6 des Kontrollratgesetzes Nr. 55 des Alliierten Kontrollrats für Deutschland vom 20. Juni 1947 (ABl. S. 284), da sie im Kontrollratsgesetz Nr. 1 betreffend die Aufhebung von NS-Recht vom 20. September 1945 nicht aufgeführt war.
- Gesetz über Maßnahmen der Staatsnotwehr vom 3. Juli 1934.[11] Die zur Niederschlagung des Röhm-Putschs vollzogenen Maßnahmen waren danach als Staatsnotwehr rechtens.
- Gesetz über die Gewährung von Straffreiheit vom 7. August 1934[12] „aus Anlass der Vereinigung des Amtes des Reichspräsidenten mit dem des Reichskanzlers“
- Gesetz über Straffreiheit für das Saarland vom 28. Februar 1935[13] „aus Anlass der Rückkehr des Saargebietes in das deutsche Mutterland“ (Saarlandamnestie)
- Gesetz über die Gewährung von Straffreiheit vom 23. April 1936[14] (Rheinlandamnestie)
- Gesetz über die Gewährung von Straffreiheit vom 30. April 1938[15] „aus Anlass der Wiedervereinigung Österreichs mit dem Deutschen Reich“ (Großdeutschlandamnestie)
- Erlass des Führers und Reichskanzlers über die Gewährung von Straffreiheit vom 7. Juni 1939[16] „aus Anlass der Heimkehr der sudetendeutschen Gebiete in das Reich“ (Sudetenamnestie)

### Deutsche Demokratische Republik
- Gesetz über die Gewährung von Straffreiheit vom 11. November 1949 (GBl. I S. 60)[17][18]

Aus Anlass der Errichtung der Deutschen Demokratischen Republik hatte die Provisorische Volkskammer ein Gesetz beschlossen, wonach Freiheitsstrafen von nicht mehr als sechs Monaten und Geldstrafen von nicht mehr als 5000 Mark, auf die vor dem 7. Oktober 1949 erkannt worden war, erlassen wurden. Ausgenommen waren nach § 4 des Gesetzes über die Gewährung von Straffreiheit jedoch Personen, die nach der Kontrollratsdirektive Nr. 38 wegen Propaganda für den Nationalsozialismus oder Militarismus den Frieden gefährdet hatten oder wegen Boykotthetze nach Art. 6 Abs. 2 der Verfassung der Deutschen Demokratischen Republik bestraft worden waren oder noch zu bestrafen waren.

### Bundesrepublik Deutschland
- Straffreiheitsgesetz vom 31. Dezember 1949 (Gesetz über die Gewährung von Straffreiheit)[19] (BGBl. S. 37)[20]

Das Gesetz war eines der ersten Gesetze des 1. Deutschen Bundestages überhaupt und trat am 1. Januar 1950 in Kraft. Es amnestierte unter bestimmten Voraussetzungen alle vor dem 15. September 1949, dem Tag der Wahl Konrad Adenauers zum ersten deutschen Bundeskanzler, begangenen Straftaten und Ordnungswidrigkeiten, die mit Gefängnis bis zu sechs Monaten beziehungsweise bis zu einem Jahr auf Bewährung bestraft werden konnten.
- Straffreiheitsgesetz vom 17. Juli 1954 (Gesetz über den Erlaß von Strafen und Geldbußen und die Niederschlagung von Strafverfahren und Bußgeldverfahren, BGBl. I S. 203)

Das Gesetz erklärte die Straffreiheit für NS-Minderbelastete. Nutznießer des Gesetzes waren auch andere Personen wie Pfarrer Carl Klinkhammer trotz völlig anderer Sachverhalte.
- Straffreiheitsgesetz vom 9. Juli 1968 (Gesetz über Straffreiheit (Straffreiheitsgesetz 1968 - StrFrhG 1968))[23]

Nachdem mit dem Achten Strafrechtsänderungsgesetz vom 25. Juni 1968 die Vorschriften des Strafgesetzbuchs gegen Hochverrat, Staatsgefährdung und Landesverrat reformiert und das Staatsschutz-Strafrecht der Nachkriegszeit überwunden worden waren, wurde mit dem Straffreiheitsgesetz vom 9. Juli 1968 Straffreiheit gewährt wegen Straftaten nach Vorschriften, die durch jenes Achte Strafrechtsänderungsgesetz aufgehoben oder ersetzt worden waren.
- Straffreiheitsgesetz vom 20. Mai 1970 (Gesetz über Straffreiheit (Straffreiheitsgesetz 1970 - StrFrhG 1970))[27][23]

Unter diese von der SPD im Wahlkampf versprochene Amnestie fielen Tausende, die für „Demonstrationsdelikte“ mit bis zu neun Monaten Haft verurteilt worden waren. Parallel erfolgte eine Liberalisierung des Demonstrationsrechtes durch das Dritte Gesetz zur Reform des Strafrechts. Es wurden rund 5000 Strafverfahren hinfällig, vor allem gegen Apo-Demonstranten und Studenten wie Günter Amendt, der allerdings die Fortsetzung eines gegen ihn laufenden und aufgrund der Amnestie ausgesetzten Verfahrens beantragte, um den möglicherweise kostenintensiven Auswirkungen von Zivilprozessen zu entgehen.

## Spanien
Das spanische Amnestiegesetz 1977 wurde nach dem Tod des langjährigen Diktators Franco verabschiedet. Es hatte zum Ziel, etwaige strafrechtliche Auswirkungen zu verhindern, welche die seinerzeitige Konsolidierung hin zu einer Demokratie in Spanien gefährden könnten.
Im Mai 2024 verabschiedete Spaniens Abgeordnetenhaus (Congreso de los Diputados) ein Amnestiegesetz für katalanische Separatisten. Am 24. Juli 2024 beschloss eine Kammer des Obersten Gerichts, dieses Amnestiegesetz auf seine Verfassungskonformität zu prüfen.